# Sejm konwokacyjny 1764

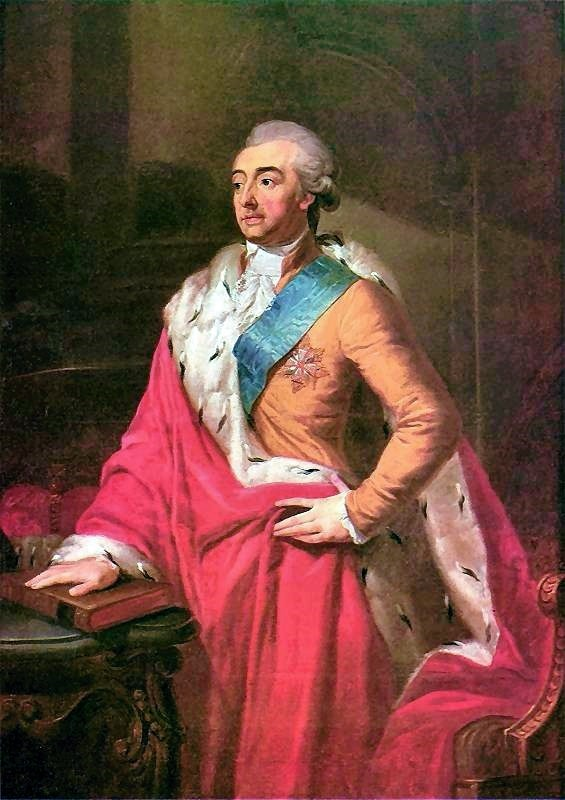
Adam Kazimierz Czartoryski

Sejm konwokacyjny 1764 roku – sejm konwokacyjny I Rzeczypospolitej, został zwołany 8 listopada 1763 roku do Warszawy, pod węzłem konfederacji dla przygotowania elekcji Stanisława Augusta Poniatowskiego.
Sejmiki przedsejmowe w województwach odbyły się 6 lutego 1764 roku, a sejmik generalny pruski w Grudziądzu 16 marca 1764 roku. Marszałkiem sejmu obrano Adama Kazimierza Czartoryskiego generała ziem podolskich. Obrady sejmu trwały od 7 maja do 23 czerwca 1764 roku.
Sejm przeprowadził szereg reform ustroju I Rzeczypospolitej. Konfederacja stronników Familii na drodze zamachu stanu doprowadziła do odsunięcia od obrad znacznej części posłów związanych z obozem sasko-republikańskim i skonfederowania sejmu konwokacyjnego.
W celu skutecznego przeprowadzenia obrad Zamek Królewski w Warszawie i Krakowskie Przedmieście obsadzone zostało oddziałami wojsk rosyjskich z armatami i nadwornymi wojskami Czartoryskich. 7 maja 1764 roku 22 senatorów i 46 posłów złożyło w grodzie warszawskim manifest, protestujący przeciwko łamaniu prawa międzynarodowego, uznający odbywający się w obecności wojsk obcych sejm konwokacyjny za nielegalny. Wobec absencji posłów opozycji, którzy w ramach protestu przeciwko obecności wojsk rosyjskich opuścili sesję, Familia Czartoryskich przeprowadziła za zgodą posła rosyjskiego Hermana Karla von Keyserlinga zmianę ustroju Rzeczypospolitej. W obradach uczestniczyło jedynie 80 posłów (powinno 300) i 7 senatorów (zamiast 136).
W wyniku presji prymasa interrexa Władysława Aleksandra Łubieńskiego Rzeczpospolita uznała oficjalnie tytuły cesarzowej Wszechrusi Katarzyny II (nieuznawany od 1721) i tytuł króla w Prusach Fryderyka II (nieuznawany od 1701). Stanowiło to realne zagrożenie dla integralności terytorialnej państwa polskiego. Rosja w czasie rozbiorów podnosiła z tego tytułu roszczenia terytorialne wobec ziem ruskich Królestwa Polskiego i Wielkiego Księstwa Litewskiego. Prusy natomiast wykorzystały fakt, że Prusy Królewskie stanowiły niegdyś integralną całość z Prusami Książęcymi. Sejm zatwierdził cesję terytorium Rzeczypospolitej na rzecz Rosji, dokonaną w traktacie Grzymułtowskiego.
Reformy
- zlikwidowano cła prywatne
- zlikwidowano pobór cła na granicy pomiędzy Koroną, a Litwą
- wprowadzono cło generalne do skarbu państwowego
- zniesiono libertacje podatkowe
- opodatkowano szlachtę mającą domy w miastach
- ustalono maksymalne wysokości opłat na utrzymanie dróg, mostów i grobli
- zniesiono liberum veto w głosowaniu projektów wnoszonych przez Komisję Skarbową. Uznano, że głosowania takie będą decydowane figuria judicaria, czyli tak jak w sądach, tzn. większością. Umożliwiało to np. zwiększenie podatków na armię.
- wprowadzono zakaz przysięgania posłów na instrukcje poselskie
- ujednolicono system miar i wag
- zlikwidowano Sejm Czterech Ziem, gdyż nie był on w stanie uporać się ze ściąganiem podatków od Żydów
- zreformowano kwartę i pogłówne żydowskie
- na czas nieokreślony zawiązano konfederację generalną, co pozwalało na skuteczne przeprowadzenie sejmu elekcyjnego i koronacyjnego
- utworzono jeszcze odrębne dla Korony i Wielkiego Księstwa Litewskiego, centralne kolegialne urzędy, tj. Komisję Skarbową Koronną, Komisję Skarbową Wielkiego Księstwa Litewskiego i Komisję Wojskową
- ograniczono władzę hetmanów, czyniąc ich przewodniczącymi Komisji Wojskowych z głosem stanowczym
- uchwalono lustrację królewszczyzn
- wprowadzono zakaz wydawania ekspektatyw
- zniesiono jurydyki i serwitoriaty
- ograniczono liczebność wojsk magnackich do trzystu żołnierzy
- utworzono we wszystkich województwach Komisje Dobrego Porządku
- ograniczono władzę Senatu
- przeprowadzono rozdzielenie Trybunału Głównego Koronnego na dwie osobne części : wielkopolski i małopolski
- uporządkowano wybory deputatów do trybunałów na sejmikach